# Путин, Михаил Елисеевич
Михаи́л Елисе́евич Пу́тин (1894—1969) — советский рабочий, передовик производства на ленинградском заводе «Красный выборжец», зачинатель социалистического соревнования в СССР в 1929 году. Герой Труда (1937).

## Биография
Михаил Путин родился в 1894 году в Санкт-Петербурге в рабочей семье: его отец был стрелочником на Николаевской железной дороге, мать — прачкой. В их семье было 10 детей. Уже в 9-летнем возрасте Михаил начал работать мальчиком в кофейне на Невском проспекте. В ряду других его профессий: рассыльный в сапожной мастерской, сторож, подсобник, грузчик на Калашниковской набережной, где в те годы располагался речной порт. Приобретённая благодаря работе физическая сила позволяла в зимние сезоны подрабатывать в цирке французской борьбой, которой Михаил увлекался. В цирковой карьере Путина был эпизод, когда он участвовал в классической схватке с непобедимым Иваном Поддубным и смог продержаться в ней целых семь минут.
В годы Гражданской войны служил в Красной Армии. Стал членом РКП(б) по Ленинскому призыву.
После демобилизации из армии в начале 1920-х годов поступил на работу на завод «Красный выборжец», где первое время трудился кочегаром-отжигальщиком в трубном цехе, затем в течение полугода — на трубопрокатном стане. С 1923 года стал работать обрубщиком алюминия. В 1924 году вступил в РКП(б).
С началом индустриализации в стране М. Е. Путин стал одним из первых бригадиров на заводе.

## Инициатор социалистического соревнования
В 1928 году началась I пятилетка. После перехода экономики СССР на административно-командные рельсы возникла потребность в развитии моральных стимулов на производстве. В январе 1929 года в газете «Правда» была опубликована ленинская статья, написанная ещё в 1918 году, «Как организовать соревнование». За публикацией последовали выступления активистов, в том числе инспирированные партийными и профсоюзными организациями, в которых они призывали к увеличению норм выработки, экономии сырья, повышению качественных показателей. Вскоре ленинградский корпункт «Правды» получил задание найти предприятие, имеющее значительное снижение себестоимости, и на нём же — достойную бригаду, которая согласилась бы стать «застрельщиком массового социалистического соревнования». И уже 15 марта 1929 года в главной газете страны появилась заметка «Договор о социалистическом соревновании обрубщиков трубного цеха завода „Красный выборжец“». Её текст гласил:

Мы, обрубщики по алюминию, вызываем на социалистическое соревнование по поднятию производительности труда и снижению себестоимости следующие разработки: чистоделов, обрубку красной меди, шабровку и разработку трамвайных дуг. Мы, со своей стороны, добровольно снижаем на 10 процентов расценки по обрубке и примем все меры для повышения производительности труда на 10 процентов. Мы призываем вас принять наш вызов и заключить с нами договор.
Обрубщики алюминия: Путин, Мокин, Оглоблин, Круглов.

Это был первый в стране межбригадный договор на социалистическое соревнование. Патриотический почин был поддержан трубным цехом, потом и всем заводом. Взятые бригадой обязательства были досрочно выполнены. С этого момента М. Е. Путин приобрёл широкую известность, а соцсоревнование стало распространяться по всей стране. В 1931 году его, как инициатора первого социалистического соревнования, наградили орденом Ленина.
Передовой бригадир избирался членом заводского комитета профсоюза, членом президиума обкома профсоюза рабочих металлургической промышленности, членом ВЦСПС. Являлся также депутатом Ленинградского городского и районных Советов рабочих, крестьянских, казачьих и красноармейских депутатов.
В феврале 1937 года М. Е. Путину было присвоено звание Героя Труда.
В конце 1930-х годов М. Е. Путин работал начальником строительного управления «Союзспецстрой». В годы Великой Отечественной войны участвовал как управляющий стройтрестом в возведении оборонительных сооружений вокруг Ленинграда, возглавлял трест № 40. После войны участвовал в восстановлении Ленинграда, в развитии массового жилищного и промышленного строительства.
Умер в 1969 году. Похоронен на Северном кладбище.